# West Virginia Mountaineers
West Virginia Mountaineers – nazwa drużyn sportowych West Virginia University w Morgantown, biorących udział w akademickich rozgrywkach w Big 12 Conference oraz Sun Belt Conference (męska sekcja piłki nożnej), organizowanych przez National Collegiate Athletic Association. 

## Sekcje sportowe uczelni
| Mężczyźni - baseball - futbol amerykański - golf - koszykówka - piłka nożna - pływanie - zapasy Kobiety i mężczyźni - strzelectwo (18) | Kobiety - bieg przełajowy - gimnastyka artystyczna - koszykówka - lacrosse - lekkoatletyka - piłka nożna - siatkówka - pływanie - wioślarstwo |

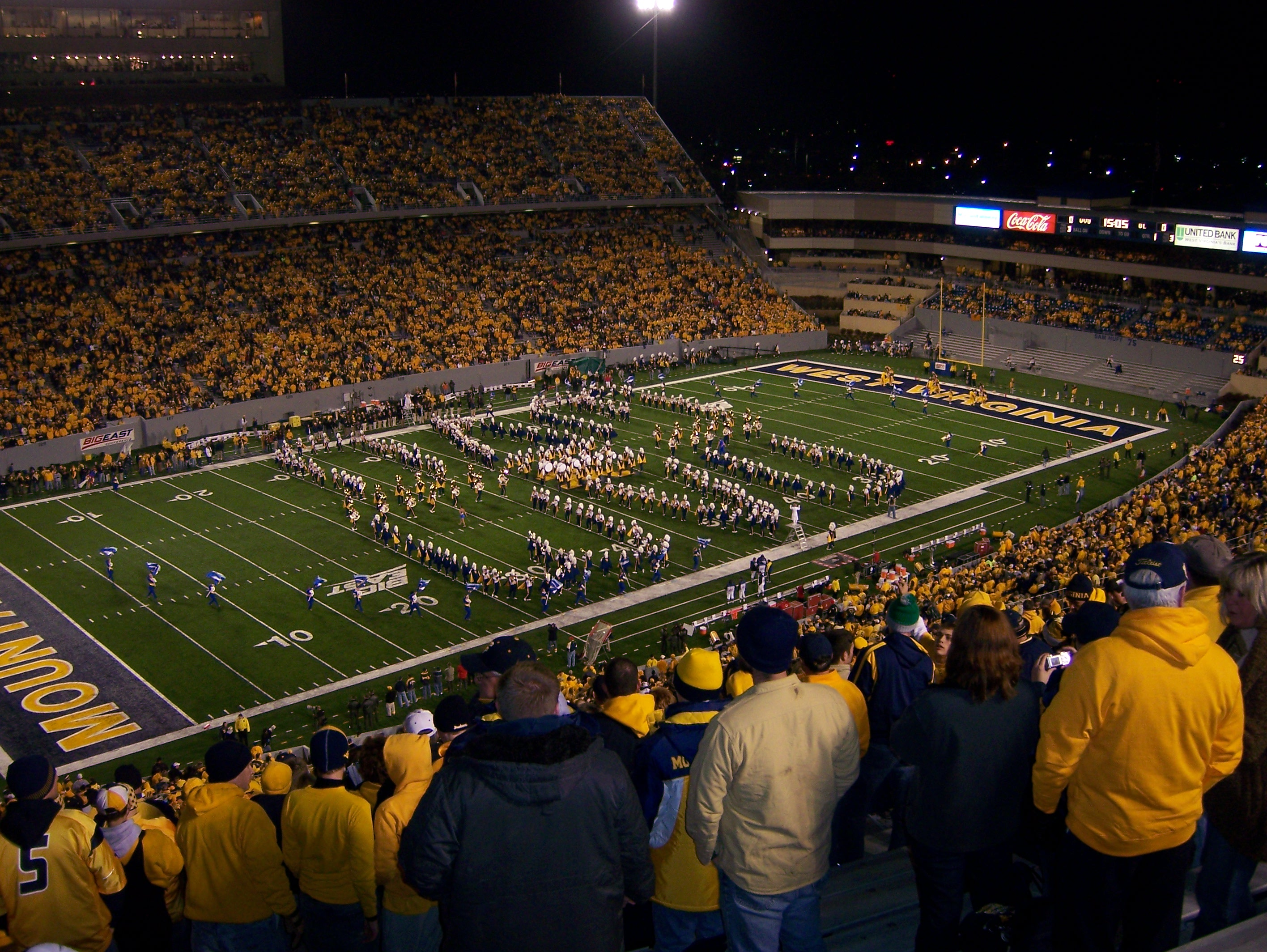
Milan Puskar Stadium.

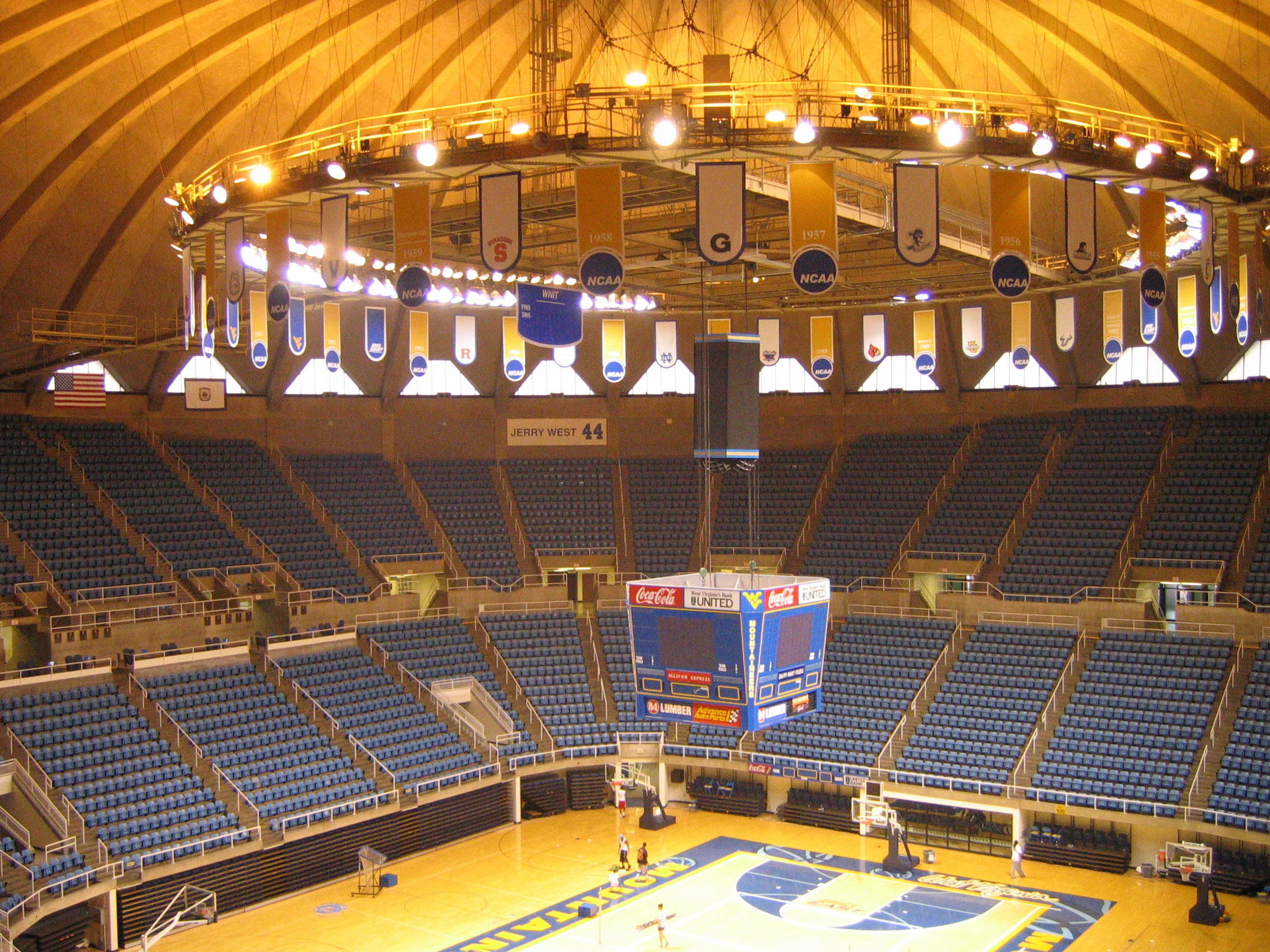
WVU Colliseum.

W nawiasie podano liczbę tytułów mistrzowskich NCAA (stan na 6 marca 2017)

## Obiekty sportowe
- Milan Puskar Stadium – stadion futbolowy o pojemności 60 000 miejsc[3]
- WVU Colliseum – hala sportowa o pojemności 14 000 miejsc, w której odbywają się mecze koszykówki, siatkówki, zawody w zapasach oraz gimnastyczne[4]
- Dick Dlesk Soccer Stadium – stadion o pojemności 1650 miejsc, na którym rozgrywane są mecze piłkarskie[5]
- Monongalia County Ballpark – stadion baseballowy o pojemności 2500 miejsc[6]
- Mountaineer Track – stadion lekkoatletyczny o pojemności 2200 miejsc[7]
- Mountaineer Tennis Courts – korty tenisowe[8]
- Marshall Center – hala sportowa z pływalnią o pojemności 500 miejsc[9]